# Olympiakos Pirej (vaterpolo)
Vidi članak Olympiakos CFP za sportsko društvo "Olympiakos"
Olympiakos je grčki vaterpolo klub iz Pireja.
Svoj drugi naslov europskog prvaka u povijesti, šesnaest godina nakon prvog, osvojio je 2017./18. Sezonu je odigrao u sastavu: Josip Pavić, Stefanos Galanopoulos, Vangelis Delakas, Giorgos Dervisis, Andro Bušlje, Dimitrios Nikolaidis, Konstantinos Mourikis, Emmanouil Mylonakis, Konstantinos Genidounias, Ioannis Fountoulis, Alexandros Gounas, Stylianos Argyropoulos, Paulo Obradović i Emmanouil Prekas. Trener je bio Thodoris Vlachos.

## Klupski uspjesi
Višestruki grčki prvak, osvojena Euroliga.
- Liga prvaka: (2)
  - prvak: 2002., 2018.
  - doprvak: 2001., 2016., 2019.
- Superkup Europe: (1)
  - osvajač: 2002.
- Kup pobjednika kupova:
  - finalist: 1998., 1999.
- Prvenstvo Grčke: (39)
  - prvak: 1927., 1933., 1934., 1936., 1947., 1949., 1951., 1952., 1969., 1971., 1992., 1993., 1995., 1996., 1999., 2000., 2001., 2002., 2003., 2004., 2005., 2007., 2008., 2009., 2010., 2011., 2013., 2014., 2015., 2016., 2017., 2018., 2019., 2020., 2021., 2022., 2023., 2024., 2025.
- Kup Grčke: (26)
  - osvajač: 1992., 1993., 1997., 1998., 2001., 2002., 2003., 2004., 2006., 2007., 2008., 2009., 2010., 2011., 2013., 2014., 2015., 2016., 2018., 2019., 2020., 2021., 2022., 2023., 2024., 2025.
- Superkup Grčke: (5)
  - osvajač:1997., 1998., 2018., 2019, 2020.

## Poznati igrači
- Marko Bijač
- Andro Bušlje
- Filip Filipović
- Ioannis Fountoulis
- Konstantinos Genidounias
- Luka Lončar
- Josip Pavić[1]
- Paulo Obradović
- Márton Vámos
- Gergő Zalánki

## Vanjske poveznice
- Službene stranice www.olympiacos.org
- Službene stranice www.olympiacossfp.gr
- Vijesti Službene straniceo muškom vaterpolu: Muškog vaterpolskog tima: Vijesti, Roster, Igre www.olympiacossfp.gr
- Trofeja www.olympiacossfp.gr